# Formica impexa
Formica impexa é uma espécie de formiga do gênero Formica, pertencente à subfamília Formicinae.